# 约翰·马歇尔 (游泳运动员)
约翰·马歇尔（英語：John Marshall，1930年3月29日—1957年1月31日），澳大利亚男子游泳运动员。他曾代表澳大利亚参加1948年、1952年和1956年夏季奥林匹克运动会游泳比赛，获得一枚银牌和一枚铜牌。